# Долу (Салаж)
Долу (рум. Dolu) насеље је у Румунији у округу Салаж у општини Зимбор. Oпштина се налази на надморској висини од 325 m.

## Становништво
Према подацима из 2002. године у насељу је живело 130 становника, од којих су сви румунске националности.